# U Gruis
U Gruis är en kortperiodisk förmörkelsevariabel av Algol-typ (EA) i stjärnbilden Tranan. 
Stjärnan varierar mellan fotografisk magnitud +11,0 och 14,0 med en period av 1,8805040 dygn.